# James Peter Quinn

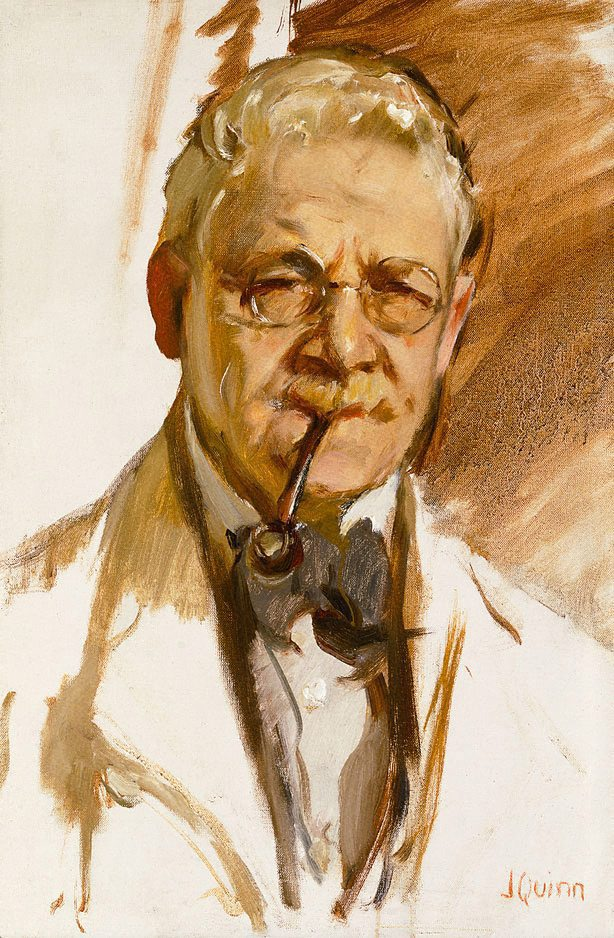
Selbstporträt von James Quinn (1939)

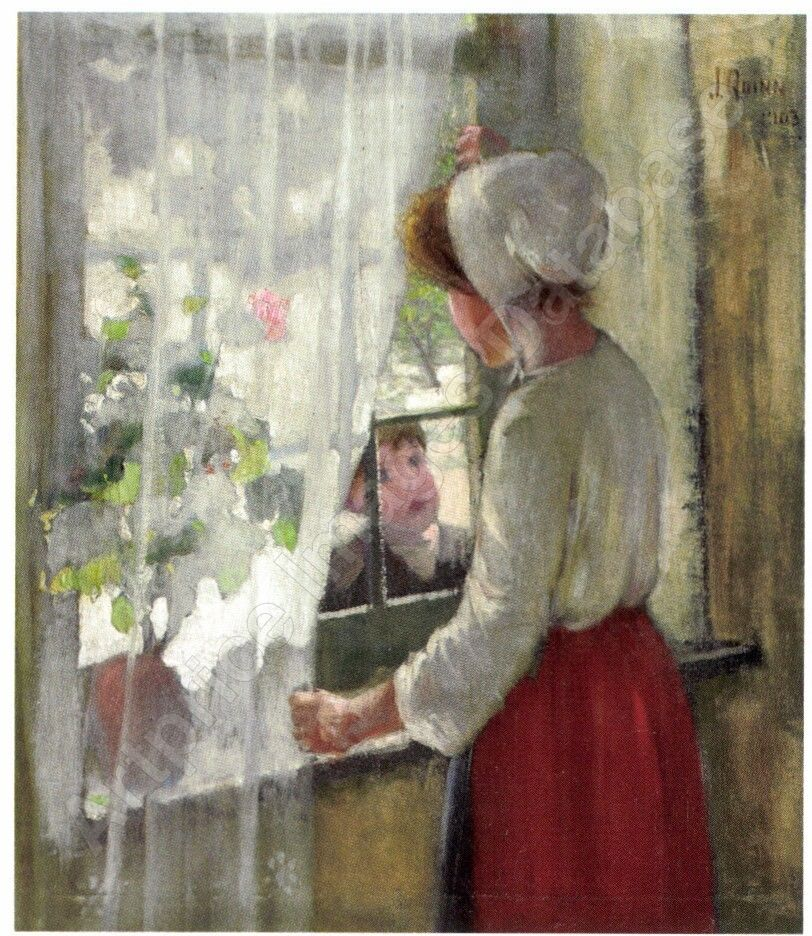
A stolen moment, 1903. Privatbesitz

James Peter Quinn (* 4. Dezember 1869 in Melbourne; † 18. Februar 1951 in Prahran, Melbourne) war ein australischer Porträt-, Genre- und Landschaftsmaler.

## Leben
James Peter Quinn wurde am 4. Dezember 1869 in Melbourne, Australien, geboren. Er war der dritte Sohn von John Quinn, einem Gastwirt aus Antigua auf den Westindischen Inseln, und seiner englischen Frau Ann Long. Über seine Kindheit und frühe Erziehung ist wenig bekannt, da seine Eltern früh verstarben. Seine Erziehungsberechtigten stellten ihn als Lehrling bei einem Kupferstecher ein, gleichzeitig studierte er von 1887 bis 1889 an der School of Design der National Gallery of Victoria bei Frederick McCubbin und setzte seine Ausbildung an der School of Painting bei George Folingsby und Lindsay Bernard Hall bis 1893 fort.
James Peter Quinn ging 1894 nach London, zog aber bald weiter nach Paris, wo er an der Académie Julian und der Académie des Beaux-Arts bei Jean Paul Laurens sowie bei Académie Colarossi und an der Académie Delécluse studierte. Um 1902 kehrte er nach London zurück, wo er am 29. September 1902 die Kunststudentin Blanche Louise Guernier heiratete. Bereits 1904 stellte er in der Royal Academy of Arts aus und etablierte sich als erfolgreicher Porträtist. Seine bedeutendsten und einfühlsamsten Werke entstanden vor 1910. Viele seiner Gemälde stellen seine Familie dar, darunter das Werk Mère et Fils, das 1912 auf dem Pariser Salon eine lobende Erwähnung erhielt. Zu seinen zahlreichen Auftragsarbeiten gehörten Porträts von Joseph Chamberlain, der Herzogin von York und später des Herzogs von Windsor. 1918 und 1919 war er offizieller Kriegsmaler der australischen Streitkräfte in Frankreich und stellte seine Kriegsbilder in der Grafton Gallery in London aus. 1919 stellte er zusammen mit George Coleman in der Grafton Gallery in London aus und war zusammen mit George Coates offizieller Künstler der Canadian War Records. James Peter Quinn war Mitglied der London Portrait Society, der Royal Society of Portrait Painters und des Royal Institute of Oil Painters. Er stellte regelmäßig in diesen Organisationen sowie in der Royal Academy und in den Pariser Salons aus.
Nach dem Tod seines künstlerisch begabten Sohnes René kehrt James Peter Quinn im Dezember 1935 plötzlich allein nach Australien zurück. In den Jahren 1936 und 1937 stellt er in der Fine Art Society's Gallery in Melbourne und in der Royal South Australian Society of Arts Gallery aus. 1937 wurde er Präsident der Victorian Artists’ Society, der er bereits 1888 beigetreten war. Quinn war kein Modernist, und sein Engagement für eine tolerante Künstlergemeinschaft fand in den konservativen Kreisen seiner Zeit keine Unterstützung. Im Jahr 1937 geriet er in einen öffentlichen Konflikt mit Robert Menzies, der in einer Rede die moderne Kunst abwertete. Trotz seines Ansehens als Künstler und seiner Beliebtheit bei vielen Kollegen blieb er weitgehend isoliert. Er stellte weiterhin aus und gewann 1941 den Crouch Prize der Ballarat Fine Art Gallery. Mitte der 1940er Jahre lehrte er für kurze Zeit an der National Gallery School.
Er starb am 18. Februar 1951 in Prahran, Melbourne, an Krebs und wurde auf dem Friedhof von St Kilda beigesetzt. Seine Kriegsbilder befinden sich im Australian War Memorial in Canberra und seine Werke sind in den meisten öffentlichen Sammlungen Australiens vertreten.